# Henryk Karpiński
Henryk Karpiński (ur. 1873 w Warszawie, zm. 1960) – polski specjalista w dziedzinie papiernictwa, profesor Politechniki Łódzkiej.

## Życiorys
W 1896 roku ukończył studia na Wydziale Chemicznym Politechniki Ryskiej. Członek Polskiej Korporacji Akademickiej Welecja. Od 1911 roku poświęcił się wyłącznie papiernictwu. Zajmował kierownicze stanowiska w różnych przedsiębiorstwach papierniczych. W latach 1945–1948 był dyrektorem Północnego Zjednoczenia Przemysłu Celulozowo-Papierniczego i doradcą technicznym Centralnego Zarządu Przemysłu Papierniczego. Brał udział w pracy nad odbudową zniszczonego przemysłu. Działalność dydaktyczną rozpoczął w 1923 roku w Politechnice Warszawskiej, gdzie prowadził wykłady z technologii papieru. Pracę w Politechnice Łódzkiej podjął w 1946 roku. Wykładał papiernictwo na Wydziale Mechanicznym PŁ w nowo utworzonej Sekcji Maszyn i Urządzeń Celulozowo-Papierniczych. Był organizatorem i kierownikiem Katedry Papiernictwa powołanej w 1947 roku, funkcję tę pełnił do 1957 roku, to jest do czasu połączenia jej z Katedrą Maszyn Papierniczych, w wyniku czego powstała Katedra Papiernictwa i Maszyn Papierniczych. W 1958 roku uzyskał tytuł profesora nadzwyczajnego. Pracę naukową i dydaktyczną kontynuował do ostatnich lat życia.